# Метсанурк, Майт
Майт Метсанурк (настоящие имя и фамилия Эдуард Хубель) (эст. Mait Metsanurk, 19 ноября 1879, Дерптский уезд, Лифляндская губерния — 21 августа 1957, Таллин) — эстонский и советский писатель, драматург, литературный критик и переводчик. Один из основоположников неореализма в эстонской литературе.

## Биография
Майт Метсанурк родился младшим восьмым ребёнком в крестьянской семье. Учился в начальной школе в Орге, затем в русской городской школе в Тарту. Работал на разных работах, чиновником, школьным учителем, с 1906 года — журналистом.
В 1924—1925 и с 1930 по 1936 Майт Метсанурк был председателем «Эстонского литературного общества» (Союза писателей Эстонии). После установления советской власти в Эстонии Майт Метсанурк держался в стороне от политики, за что был исключен из писательской организации Эстонской ССР. Был реабилитирован после смерти Сталина в 1956 году.
Умер в 1957 году. Похоронен в Таллине на Лесном кладбище .

## Творчество
Печатался с 1904. Стал популярен в 1908—1909. В дебютном романе «Биллем из Вахесаарс» (отдельное издание 1909), в романе «Рабы» (1912) осуждал социальную несправедливость, с реалистических позиций изображал жизнь эстонского города и страны. Метсанурк критикует капитал, общество, «сочувствует» угнетенным, обездоленным, всем «мелким людям». Его герои-искатели мечутся в поисках жизненной правды, ищут идеалов общечеловеческой любви и, разочаровавшись, гибнут. Роман «Красный ветер» (1928, рус. пер. 1960) отражает классовую борьбу. В 1930-е гг., в атмосфере политической реакции, социально-критические тенденции в произведениях Метсанурка слабеют. В 1937 он опубликовал антиклерикальный роман «Званые и избранные» . Роман «Летний солнцеворот» (1957) изображает жизнь сельских тружеников накануне 1940 в Эстонии.
Майт Метсанурк стал одним из самых плодовитых и популярных эстонских писателей и драматургов своего времени. Вместе с Антоном Хансеном Таммсааре (1878—1940) считается одним из самых выдающихся представителей эстонского неореализма в межвоенный период. Его главный труд, исторический роман «На реке Юмере» (1934) и «Тлеющий огонь» (1939), изображают борьбу древних эстонцев против датских и немецких завоевателей в XIII веке.
Кроме того, он работал как литературный критик и переводчик.

## Награды
- орден «Знак Почёта» (30.12.1956)

## Избранная библиография
Автор романов, рассказов, пьес, критических статей.

### Проза
- Isamaa õilmed (1908)
- Vahesaare Villem (1909)
- Jumalalapsed (1910)
- Orjad (1912)
- Toho-Oja Anton (1916)
- Ennäe inimest! (1918)
- Epp (1920)
- Jumalata (1921)
- Taavet Soovere elu ja surm (1922)
- Valge pilv (1925)
- Jäljetu haud (1926)
- Viimne päev (1927)
- Punane tuul (1928)
- Jutustused ja novellid (1929)
- Fr. Arrast & Pojad (1930)
- Elu murrab sisse (1931)
- Taniel heitleb (1932)
- Maine ike (1933)
- Mändide all (1933)
- Ümera jõel (1934)
- Soosaare (1936)
- Kutsutud ja seatud (1937)
- Tuli tuha all (1939)
- Tee algul. Mälestused I (1946)
- Suvine pööripäev (1957)

### Пьесы
- Uues korteris (комедия, 1908)
- Vagade elu (комедия, 1923)
- Kindrali poeg (драма, 1925)
- Talupoja poeg (драма, 1929)
- Mässuvaim ehk Agulirahvas läheb ajalukku (комедия, 1931)
- Haljal oksal (комедия, 1932)
- C. R. Jakobson (драма, 1935)
- Maret elukoolis (комедия, 1938)